# Alfred Kleine
Alfred Kleine (ur. 13 listopada 1930 w Lipsku) – generał porucznik Stasi.
Skończył szkołę średnią (1947), później uczył się na kursach i pracował w szpitalu, od 1950 członek SED, od 1953 funkcjonariusz Stasi. Zajmował się bezpieczeństwem gospodarki NRD. W latach 1955–1956 zastępca szefa i szef oddziału Głównego Wydziału III Ministerstwa Bezpieczeństwa Państwowego NRD, 1956–1974 I zastępca szefa Głównego Zarządu III (od marca 1964: Głównego Zarządu XVIII) MBP NRD, 1956–1962 zaocznie studiował w Wyższej Szkole Ekonomiki w Karlshorst, a 1967–1968 w Wyższej Prawniczej Szkole MBP w Poczdamie, został doktorem prawa. Od 1974 p.o. szefa, a od 1 lutego 1975 do listopada 1989 szef Głównego Wydziału XVIII Stasi NRD, członek Kolegium Stasi NRD, w lutym 1979 mianowany generałem majorem, a 1 października 1989 generałem porucznikiem, 1990 zwolniony, od 1992 był biznesmenem. Odznaczony Orderem Zasług dla Ojczyzny w Złocie (1985).